# Bengt Svensson (skulptör)
Bengt Svensson, död troligen 1696, var en svensk bildsnidare och stenhuggare. 
Svensson var från 1671 gift med Annicka Björsdotter Kilander. Uppgifterna om Svensons tidiga liv är knapphändiga men man vet att han var lärling hos Lucas Meilandt i Stockholm 1644 och att han fick burskap som stenhuggare i Kristinehamn 1667 där han under senare år ägde en gård. Han var sin tids betydande och anlitade bildsnidare i Värmland och angränsade områden. Han utförde en altaruppsats och predikstol för Kristinehamns kyrka 1670 (altaruppsatsen flyttades senare till Svanskogs kyrka). Han fick 1675 en beställning på en altaruppsats och predikstol för Caroli kyrka i Borås som förstördes vid kyrkans brand 1681. För Nors gamla kyrka utförde han en predikstol 1680 som försvann i samband med att kyrkan revs 1798, en predikstol för Visnums kyrka 1684, predikstol för Rudskoga kyrka 1692, altaruppsats för Nysunds kyrka 1694 samt predikstolarna i Amnehärads kyrka och Filipstads kyrka. På Kristinehamns kyrkogård finns några gravmonument som är huggna av Svensson. Historiker vill sammanföra Svensson med Bengt Swänson som finns inskriven som lärling i Stockholm och Bengt bilhuggare som 1694 utförde en nu försvunnen altarprydnad för Örslösa kyrka i Västergötland.